# Женя, Женечка і «Катюша»
«Женя, Женечка і „катюша“» (рос. Женя, Женечка и „катюша“) — радянський кольоровий художній фільм-трагікомедія, поставлений на Ленінградській ордена Леніна кіностудії «Ленфільм» у 1967 року режисером Володимиром Мотильом. Дія відбувається під час німецько-радянської війни. Фільм оповідає про любов інтелігентного юнака, Жені Колишкіна, і суворої зв'язкової — Женечки Землянікіної.

## Зміст
Навіть під час жорстокої війни є місце для ніжних і романтичних почуттів. Історія кохання арбатського інтелігента Жені і зв'язкової з полку реактивної артилерії Женечки. Важко уявити для них місце менш підходяще, ніж фронт, але юні стійко переносять усі труднощі. І ось, в уже визволеному місті, у порожньому будинку вони зустрічаються після довгого часу розлуки.

## Ролі
- Олег Даль — гвардії рядовий Женя Колишкін
- Галина Фігловська — гвардії молодший сержант Женечка Землянікіна
- Михайло Кокшенов — гвардії єфрейтор Захар Косих
- Павло Морозенко — гвардії сержант Олексій Зирянов
- Георгій Штиль — гвардії лейтенант (капітан) Ромадін
- Марк Бернес — гвардії полковник Караваєв (роль озвучив — Григорій Гай)
- Адольф Ільїн — командир дивізіону, гвардії майор (роль озвучив — Юхим Копелян)
- Бернд Шнейдер — Зігфрід

в епізодах
- Тетяна Ігнатова — дівчина, яка сміється
- Володимир Ільїн — солдат («Фріци з тилу!»)
- Любов Малиновська — господиня будинку
- Микола Мартон — німецький офіцер
- Неллі Гуцол, Ігор Михайлов, Володимир Мусатов, Б. Полініцин, Олександр Ульянов, В. Федоров, Б. Янц
- У титрах не вказані:
- Станіслав Фесюнов — лейтенант
- Микола Годовиков — червоноармієць у воді, обстріляний з літака

## Знімальна група
- Автори сценарію — Булат Окуджава, Володимир Мотиль
- Постановка — Володимира Мотиля
- Головний оператор — Костянтин Рижов
- Головний художник — Віктор Волін
- Композитор — Ісаак Шварц
- Звукооператор — Євген Нестеров
- Режисери — П. Тіскін, В. Степанов
- Оператор — К. Полухін
- Грим — Н. Скворцовой
- Костюми — Віля Рахматуллина
- Художник-декоратор — Є. Н. Якуба
- Монтаж — Олени Баженової, Валентини Нестерової
- Редактор — Хейлі Елкен
- Військовий консультант — генерал-майор артилерії М. Глушков
- Оркестр Ленінградського державного Академічного Малого театру опери та балету
  - Диригент — Лео Корхін
- Малюнки — Наталії Васильєвої
- Директор картини — О. Гавловська

## Створення фільму

### Сценарій
Ідея сценарію фільму з'явилася у Володимира Мотиля після прочитання повісті Булата Окуджави «Будь здоровий, школяр». Гумор та сюжет повісті наштовхнули Мотиля на ідею сюжету про школяра-інтелігента, який потрапляє на війну, і все у нього невпопад. За задумом режисера, у фільмі повинна була бути любов, яка навіть може обернутися трагедією з вини головного героя, щоб нагадати глядачеві про війну. Маючи близько 25 аркушів сценарію, Мотиль відправився в Ленінград на зустріч із Булатом Окуджавою. Той спочатку відмовився, мотивуючи тим, що сценарій уже готовий і його участь не потрібна, але Мотиль зумів переконати поета стати співавтором. На відміну від молодого режисера, Булат Окуджава був ветераном війни і приніс у сценарій дрібні, але важливі деталі, діалоги і образи, недоступні для Мотиля. Наприклад, діалог для сцени, коли Захар Косих чує розмову Жені та Женечки по телефону і приймає його на свій рахунок, був повністю написаний Окуджавою. У свою чергу, рішення про загибель Землянікіної прийняв Мотиль, причому, вже під час зйомок: тим самим режисер хотів показати каліцтва війни.
Також у сценарії було обіграно безліч реальних фактів. Історія, коли радянський солдат, заблукавши з посилкою, потрапив до німців під Новий рік, була запозичена з фронтових газет. На відміну від Жені Колишкіна, солдат приховав, що був у розташуванні ворога, і це відкрилося тільки наприкінці війни. Сцена на Балтиці, де Землянікіна і Колишкін розминулися в декількох кроках, так і не зустрівшись, прийшла до режисера з особистої трагедії, пережитої в дитинстві.
Закінчений сценарій «Мосфільм» закрив. За словами Володимира Мотиля, фільм не відповідав вказівкам партії та уряду, а також Головного політичного управління армії. Тоді Мотиль звернувся в «Ленфільм», де отримав згоду на зйомки. Втім, через деякий час сценарій був знову зупинений і наказом дирекції зовсім закритий із тих же причин, що й на «Мосфільмі». Додатковим бар'єром була участь у написанні сценарію Булатом Окуджавою, який, за словами Мотиля, був «під підозрою», так як нікому не підкорявся, а його книги піддавалися жорсткій критиці преси.
Знімальний процес був запущений завдяки випадковості. Картина Мотиля «Діти Паміра» була номінована на Ленінську премію, але в ході обговорення заввідділу кіно в ЦК Філіп Єрмаш виступив з промовою, що присуджувати премію було б неправильно, оскільки Міршакар, автор поеми, яка лягла в основу сценарію, вже мав Сталінську премію. Єрмаш також допустив висловлювання наклепницького характеру на адресу Володимира Мотиля, про що той згодом дізнався. Пригрозивши чиновнику скаргою в ЦК КПСС, Мотиль домігся дозволу на зйомки «Жені, Женечки…».

### Підбір акторів
До роботи над фільмом Мотиль спочатку планував залучити, в числі кількох кандидатів, Олега Даля. Незважаючи на віддалену зовнішню схожість із персонажем, Даль, який сподобався режисерові за ролями в театрі «Современник», підходив внутрішньо. З першої зустрічі артист здивував режисера, прийшовши одягненим у викликаючий яскраво-малиновий піджак. Незважаючи на тодішню відсутність популярності та великої кількості пропозицій, Даль тримався дуже незалежно і поблажливо погодився взяти участь у фільмі. Проваливши першу і другу проби через проблеми з алкоголем, Даль мало не втратив роль, так як «Ленфільм» був проти його затвердження саме з цих причин. Мотиль, що бачив у Далі «снайперський вибір на роль Колишкіна», умовив Даля пройти проби в нормальному стані, і втретє Олег їх блискуче пройшов.
Під час роботи над сценарієм обидва учасника зізналися один одному, що в юності були худими, незграбними і закохувалися в дівчат міцних, владних, які говорили з ними вкрай насмішкувато. У зв'язку з цим, образ Женечки Землянікіної в уяві Володимира Мотиля був сформований заздалегідь: режисер шукав чарівну й привабливу жінку, «трохи грубуватої зовнішності». Всупереч точці зору керівників «Ленфільму», які наполягали на кандидатурі Наталії Кустинської, Мотиль вважав актрису «нескінченно далекою» від образу задуманої ним фронтовички, тому що «у ній не було органічної грубості воюючої зв'язкової». Після довгих пошуків режисер знайшов Галину Фігловську через керівників Щукінського училища, у яких запитав про талановитих, але маловідомих недавніх випускниць. На той момент Фігловська не працювала на сцені і знайти її було непросто. За спогадами Мотиля, установа, де працювала Галина Вікторівна, було режимною, і режисеру вдалося її відшукати тільки завдяки допомозі її знайомих. У знімальній групі багато симпатизували актрисі, а Даль, на відміну від свого боязкого персонажа, всіляко жартував над Фігловській, не упускаючи випадку назвати її «Дулею».
Михайло Кокшенов точно «потрапив» в образ Захара Косих із першого разу. 102-кілограмовий актор, для якого костюмерам довелося перешивати гімнастерку і галіфе, виглядав повною протилежністю щуплому Далю, але, незважаючи на такий контраст, вони здружилися під час зйомок. Також Кокшенов почасти виступив редактором своєї ролі: актор любив ходити в генделики і слухати народну мову, яку потім використав для створення свого персонажа. Пізніше Михайло Кокшенов розповідав, що часто в життєвих ситуаціях користувався закріпившимося за ним іміджем нахабного простолюдина, а Булат Окуджава подарував акторові книжку з написом: «Міші Кокшенову, добре замаскованому інтелігентові». Володимир Мотиль жартівливо характеризував актора, сказавши: «Сто три кіло ваги, і жодної думки в очах — цивілізація пройшла мимо».
Марка Бернеса привернула роль «полковника, схожого на артиста Марка Бернеса з Одеси», тоді як німців грали студенти Ленінградського університету з ГДР.

### Музика
Головна тема фільму — «Краплі датського короля» — була заснована на вірші Булата Окуджави. Музику ж написав композитор Ісаак Шварц, який згодом не раз працював із Володимиром Мотилем, зокрема, виступивши композитором до фільмів «Біле сонце пустелі» та «Зірка привабливого щастя». Згодом, Шварц розповідав, що перед початком роботи дуже хвилювався, бо боявся сфальшувати при Окуджаві. Ознайомившись із матеріалом до фільму, композитор написав пісню, що починається з бадьорих нот, але наприкінці переходить в сумну мелодію Шаблон:Я. Гройсман «Встречи в зале ожидания. Воспоминания о Булате.»3. Вийшло так, що твір дуже сподобалося Окуджаві, і він сам вирішив його виконати. Разом з Окуджавою, що зіграв у фільмі епізодичну роль солдата, дуетом виступив Олександр Кавалеров.

### Зйомки
Зйомки фільму проходили в основному в Калінінграді та Калінінградській області, деякі епізоди були зняті під Всеволожськом Ленінградської області. Режисер намагався не фокусуватися на батальних сценах, вважаючи більш важливим проникнути у внутрішній світ героїв. Ракетні частини, що брали участь у фільмі, використовувалися обмежено в силу своєї секретності. За наказом командування, машини висувалися в заданий квадрат і після зйомки сцени переміщалися на засекречені позиції.
У перервах між зйомками Олег Даль, Павло Морозенко і Михайло Кокшенов ходили містом у військовій формі зразка 1941 року, в результаті чого місцеве населення часто брало їх за солдатів строкової служби. Під час одного з походів на ринок актори випили і відправилися відпочивати на берег річки Преголи. Побачивши жовту ракету, яка сигналізувала про початок зйомок, актори проігнорували сигнал, у результаті чого Володимир Мотиль «покарав» їх, змусивши багато разів «перезнімати» дубль, не сказавши, що камера весь час була вимкнена. Непоодинокими були й інші курйозні випадки: що їздили на «Віллісє» в повному обмундируванні (включаючи автомати) Даль і Кокшенов неодноразово привертали увагу військового патруля. На питання військових актори відповідали, називаючи неіснуючі й абсурдні війська, як «Окрема частина залізничного флоту» або «Морська кавалерія». Одного разу Кокшенов зімітував погоню за Далем із криками і стріляниною в повітря, в результаті чого місцеві жителі, які вирішили допомогти, ледь не травмували «втікача».
На зйомках також мав місце інцидент, пов'язаний з алкоголем: нагрубив черговій в готелі, Олег Даль потрапив до міліції на п'ятнадцять діб «за хуліганство». Мотиль домовився з начальником відділення, і актора під конвоєм доставляли вранці на знімальний майданчик, а ввечері знову забирали на «відсидку». Ніжний діалог Жені Колишкіна, який сидить на гауптвахті, по телефону з Женечкою знімався саме в цей час.

## Прокатна доля і подальші події
Картину очікувала складна доля: фільм був визнаний «шкідливим» і став першим забороненим на професію для режисера Мотиля. Преса була сповнена різких і образливих коментарів, але фільм ішов «третім екраном» по клубах і околичних кінотеатрах і мав дуже широкий успіх у глядача. Картина потрапила на широкий екран лише завдяки морякам Балтійського та Північного флотів, серед яких були популярні пісні Булата Окуджави. Володимир Мотиль побував із презентацією фільму в Північноморську та Мурманську і, отримавши хвалебні відгуки особового складу, попросив адміралів написати офіційний відгук про картину. Зібравши безліч таких рецензій, Мотиль відправив телеграму голові Ради Міністрів СРСР Косигіну, який байдуже поставився до фільму, але розцінив його як прибутковий продукт, який збере велику кількість глядачів.
Офіційна кінопрем'єра фільму в СРСР відбулася 21 серпня 1967 року. Аудиторія картини, в підсумку, склала більше двадцяти чотирьох з половиною мільйонів кіноглядачів.
Незважаючи на успіх у глядача, фільм надав негативний вплив на кар'єру самого Мотиля, який фактично потрапив під заборону як режисер. За спогадами Володимира Яковича, за сорок років режисури він ставив один фільм за чотири-п'ять років, тому що більшість тем, як правило, закривалися. Наприклад, написана ним заявка на фільм «Комета, доля моя» про Івану Анненкову, була закрита, хоча потім ця тема відгукнулася у фільмі «Зірка привабливого щастя».
Трагічна доля чекала і багатьох акторів: Олег Даль помер у віці 39 років, Галина Фігловська важко хворіла в наступні роки і померла від найсильнішого нападу поліартриту, Павло Морозенко (виконавець ролі Олексія Зирянова) потонув у віці 52 років.